# Berkovitsa (huyện)
Berkovitsa là một huyện thuộc tỉnh Montana, Bungaria. Dân số thời điểm năm 2001 là 22664 người.